# Krajkovac
Krajkovac es un pueblo ubicado en la municipalidad de Merošina, en el distrito de Nišava, Serbia.

## Superficie
Posee una superficie de 11,71 kilómetros cuadrados.

## Demografía
Hasta 2011 la población era de 509 habitantes, con una densidad de población de 43,47 habitantes por kilómetro cuadrado.